# 摩登仙履奇緣
《摩登仙履奇緣》是1985年上映的香港浪漫喜劇片。影片由王晶執導和編劇，並由張曼玉、陳百祥、王晶和汪禹主演。

## 劇情
陈七和肥猫是一对江洋大盗，除了从来不使用暴力伤人外几乎干尽了坏事。某日，陈七在偷车的过程中遇见了名为张曼珠的女子，美丽的张曼珠立刻吸引了陈七的注意，令陈七坠入了情网，可惜落花有意流水无情。
一次偶然中，陈七得到了一枚钻石，这枚钻石带来的财富，却也令陈七成为了黑道暗杀名单上的首当其冲。于是，陈七将钻石藏在了一只高跟鞋里，没想到，这双高跟鞋正巧被张曼珠买下，准备去参加舞会。在舞会上，张曼珠邂逅了英俊的王子泰，两人情投意合，没想到王子泰竟是心术不正之人，在得到了钻石之后，竟然想要杀人灭口。

## 演員表
- 張曼玉 飾 張曼珠
- 陳百祥 飾 陳七
- 王晶 飾 肥貓
- 汪禹 飾 Peter
- 王龍威 飾 泰利
- 潘震偉 飾 王子泰
- 魏綺清 飾 Cindy

## 外部連結
- 香港影庫上《摩登仙履奇緣》的資料（繁體中文）
- 互联网电影数据库（IMDb）上《摩登仙履奇緣》的资料（英文）